# جورج رو
جورج رو (بالفرنسية: George Roux)‏ هو رسام توضيحي ورسام فرنسي، ولد في 1853 في Ganges, Hérault ‏ في فرنسا، وتوفي في 1929 في باريس في فرنسا.

## وصلات خارجية
- جورج رو على موقع أرشيف الشارخ.